# Cashville Records
Cashville Records (колишня назва G-Unit South) — американський незалежний лейбл, заснований репером Young Buck. Спеціалізується на виданні музики в жанрі хіп-хоп. Штаб-квартира розташована у Нашвіллі, штат Теннессі. Через конфлікт з 50 Cent, що розпочався наприкінці 2007 р., Бак провів ребрендинг, оскільки йому заборонили використовувати логотип/назву «G-Unit» для дистриб'юції музики. Підписантами лейблу стали Outlawz, C-Bo, Чарлі Пі та ін.

## Ростер

### Теперішні виконавці
| Виконавець     | Рік приєднання | Кількість виданих альбомів |
| -------------- | -------------- | -------------------------- |
| Young Buck     | Засновник      | 3                          |
| Чарлі Пі       | 2011           | 0                          |
| Rukus 100      | 2012           | 0                          |
| Tha City Paper | 2012           | 0                          |
| Papercha$e     | 2012           | 0                          |
| D Strap        | 2014           | 0                          |
| Lil Mac        | 2014           | 0                          |

### Колишні виконавці
| Виконавець    | Кількість виданих альбомів | Роки на лейблі |
| ------------- | -------------------------- | -------------- |
| C-Bo          | 0                          | 2007-2010      |
| Outlawz       | 0                          | 2007-2010      |
| Sosa tha Plug | 0                          | 2008-2010      |
| Fluid Outrage | 0                          | 2010-2011      |
| 615           | 1                          | 2006-2012      |

### Теперішні продюсери
- BandPlay
- Rukus 100
- Broadway
- Celsizzle
- Фейт Іствуд
- Coop
- G.O.T.H.A.M. City

## Дискографія
| Альбоми \| Виконавець \| Назва \| Деталі \| \| ------------------------- \| ---------------------------------------------------------- \| ----------------------------- \| \| 615 \| The Hustle Don't Stop (разом зі Strong Mind Entertainment) \| - Випущено: 23 квітня 2008 \| \| Young Buck \| Back for the Streets (разом із 24Hour Grind) \| - Випущено: 11 квітня 2009 \| \| Young Buck \| The Rehab (разом із Real Talk Ent., Fontana) \| - Випущено: 7 вересня 2010[2] \| \| Севіон Саддам, Young Buck \| Salute to the Streetz (разом із CPK Musik) \| - Випущено: 1 червня 2012 \| Офіційні мікстейпи - 2006: Welcome to the Traphouse — Young Buck - 2006: Case Dismissed — The Introduction of G-Unit South — Young Buck - 2008: Starbucks — All Star та Young Buck - 2009: Cashville Takeover — Cashville Records - 2009: Back on My Buck Shit — Young Buck - 2009: Pyrex Boyz — Sosa tha Plug - 2009: Only God Can Judge Me — Young Buck - 2010: West Coast Mafia Music — C-Bo - 2010: 601 to the 615 — Boo Rossini та Young Buck - 2010: The Breakdown — Fluid Outrage - 2010: Back on My Buck Shit Vol. 2: Change of Plans — Young Buck - 2012: Live Loyal Die Rich — Young Buck - 2012: G.a.S — Gangsta and Street — Young Buck та Tha City Paper - 2012: Strictly 4 Traps N Trunks 44: Free Young Buck Edition — Young Buck - 2012: Welcome 2 Cashville — Cashville Records - 2013: Smoking Out the Pound — Rukus 100 - 2013: The Next Big Thang pt.2 — Papercha$e - 2013: G.a.S — Gangsta and Street 2 — Young Buck та Tha City Paper - 2013: Warrior Music — The Outlawz та Young Buck - 2014: Paperview 2 — Tha City Paper - 2014: Paper View 3 — Tha City Paper - 2015: Before the Beast — Young Buck - 2015: Strap'd Is the Way to Be — D Strap - 2015: 10 Bullets — Young Buck - 2015: 10 Bricks — Young Buck - 2015: 10 Pints — Young Buck 1. 2. |                                                            |                            |
| Виконавець | Назва                                                      | Деталі                     |
| 615 | The Hustle Don't Stop (разом зі Strong Mind Entertainment) | - Випущено: 23 квітня 2008 |
| Young Buck | Back for the Streets (разом із 24Hour Grind)               | - Випущено: 11 квітня 2009 |
| Young Buck | The Rehab (разом із Real Talk Ent., Fontana)               | - Випущено: 7 вересня 2010 |
| Севіон Саддам, Young Buck | Salute to the Streetz (разом із CPK Musik)                 | - Випущено: 1 червня 2012  |